# Aufenthaltsstatus (Deutschland)

Muster einer Aufenthaltserlaubnis zu Beschäftigungszwecken für Drittstaatsangehörige

Unter Aufenthaltsstatus versteht man umgangssprachlich die rechtliche Grundlage für den Aufenthalt einer Person im Inland. Die Bezeichnung ist kein Rechtsbegriff. Sie wird zwar in einigen Vorschriften des deutschen Aufenthaltsrechts, im Bereich des Datenschutzrechts und teilweise im Schulrecht der Bundesländer verwendet, dort aber nicht definiert.

## Begriff
Der Begriff des Aufenthaltsstatus steht nicht notwendigerweise im Zusammenhang mit einer fremden Staatsangehörigkeit. Bei unbekannten Personen ohne Ausweispapiere kann die Frage des Aufenthaltsstatus auch bei Inländern auftreten (z. B. bei der Einreise ins Bundesgebiet und beim Aufgriff auf der Straße, ohne dass sich die Person ausweisen kann).
Bei Nichtdeutschen wird der Aufenthaltsstatus in der Regel durch einen Aufenthaltstitel oder ein sonstiges Aufenthaltsdokument nachgewiesen.

## Wechsel
Der Aufenthaltsstatus unterliegt mitunter Veränderungen – nicht nur, wenn ein Nichtdeutscher erstmals einen Aufenthaltstitel erhält oder ein bestehender Aufenthaltstitel durch einen höherwertigen ersetzt wird oder der Aufenthaltstitel kraft Zeitablaufs erlischt.
Ein Wechsel kann auch dann vorliegen, wenn der Nichtdeutsche die deutsche Staatsangehörigkeit erwirbt (z. B. durch Einbürgerung) oder wieder verliert oder wenn nachträglich (z. B. bei der Vaterschaftsanfechtung) bekannt wird, dass der Betroffene infolge (bisher unbekannter) Abstammung Kind eines Deutschen oder eines Nichtdeutschen ist und damit seit Geburt entweder die deutsche Staatsangehörigkeit besitzt oder nicht besitzt.
Für Hochqualifizierte sind verschiedene Möglichkeiten für einen Wechsel des Aufenthalts rechtlich verankert worden, und mit dem Gesetz zur Neubestimmung des Bleiberechts und der Aufenthaltsbeendigung wurden 2015 weitere Möglichkeiten für einen Wechsel des Aufenthaltsstatus (auch „Spurwechsel“ genannt) geschaffen, etwa für gut integrierte Jugendliche und Opfern von
Menschenhandel. Die Frage eines „Spurwechsels“ für Asylbewerber blieb zu diesem Zeitpunkt weiterhin Gegenstand der politischen Debatte.
Am 7. Juni 2019 verabschiedete der Bundestag das Gesetz über Duldung bei Ausbildung und Beschäftigung als eines von sieben Gesetzen zu Migration und Asyl, das bis Mitte 2022 bestimmten Asylbewerbern, die bestimmte Auflagen erfüllen – die u. a. mindestens 18 Monate in Vollzeit sozialversicherungspflichtig gearbeitet haben und bereits seit mindestens zwölf Monaten geduldet sind –, die Möglichkeit gibt, einen sichereren Aufenthaltstitel zu erhalten (siehe hierzu: Migrationspaket).

## Deutsche

Ausweis für Statusdeutsche

Der Aufenthaltsstatus ist bei Personen mit deutscher Staatsangehörigkeit normalerweise unproblematisch. Inländer haben kraft Natur der Sache ein Aufenthaltsrecht im Inland und unterfallen nicht dem Aufenthaltsrecht.
Hiervon zu unterscheiden sind Personen ohne deutsche Staatsangehörigkeit, die gleichwohl Deutsche sind, weil sie dem erweiterten Deutschenbegriff des Art. 116 Abs. 1 GG unterfallen, und damit die Eigenschaft eines Statusdeutschen haben. Sie besitzen in der Regel eine ausländische Staatsangehörigkeit, sind daneben aber auch Deutsche, jedoch ohne deutsche Staatsangehörigkeit. Die deutsche Staatsangehörigkeit erhielten sie bis 1. August 1999 durch Einbürgerung, nachdem sie als Vertriebene oder nach dem 31. Dezember 1992 als Spätaussiedler nach dem Bundesvertriebenengesetz (BVFG) anerkannt worden waren. Nach aktuellem Recht erwerben sie mit der Anerkennung als Spätaussiedler die deutsche Staatsangehörigkeit (§ 7 StAG), sodass sie nicht mehr gesondert eingebürgert werden müssen. Über die Spätaussiedleranerkennung entscheidet das Bundesverwaltungsamt in Köln.
Deutsche ohne deutsche Staatsangehörigkeit dürfte es heute kaum noch geben. Wer am 1. August 1999 Statusdeutscher (mit Vertriebenenausweis oder Spätaussiedlerbescheinigung) war, hat an diesem Tag die deutsche Staatsangehörigkeit kraft Gesetzes erworben (§ 40a StAG). Wer es unterlassen hat, entsprechende Ausweise zu beantragen, hat weiterhin die Möglichkeit, die Eigenschaft des Statusdeutschen feststellen zu lassen. Über die Ausstellung eines Ausweises als Statusdeutscher entscheidet in der Regel die Staatsangehörigkeitsbehörde (in den Kreisen und kreisfreien Städten oder das Regierungspräsidium). Deutsche ohne deutsche Staatsangehörigkeit unterfallen nicht dem Aufenthaltsrecht (§ 2 Abs. 1 AufenthG); sie sind deutschen Staatsangehörigen aufenthaltsrechtlich gleichgestellt.
Der Aufenthaltsstatus kann bei Personen Bedeutung erlangen, die mit ihrer Geburt aufgrund des Optionsmodells die deutsche Staatsangehörigkeit durch Geburt im Inland erworben haben, obwohl beide Elternteile keine deutsche Staatsangehörigkeit besitzen (§ 4 Abs. 3 StAG). Sie müssen sich bis zum 23. Lebensjahr entscheiden, ob sie ihre ausländische Staatsangehörigkeit aufgeben (§ 29 StAG). Tun sie es nicht oder erklären sie die Beibehaltung der ausländischen Staatsangehörigkeit, verlieren sie die deutsche Staatsangehörigkeit, unterfallen fortan dem Ausländerrecht und benötigen im Allgemeinen als Nicht-EWR-Bürger eine Aufenthaltserlaubnis. Sie wechseln damit in einen anderen Aufenthaltsstatus.

## EWR-Bürger

### Aufenthalte bis zu drei Monaten
Staatsangehörige des Europäischen Wirtschaftsraums (EWR) – das sind alle Mitgliedstaaten der Europäischen Union und Island, Liechtenstein und Norwegen – dürfen sich für Aufenthalte bis zu drei Monaten in Deutschland aufhalten, wenn sie einen gültigen Personalausweis oder Reisepass mit sich führen. Es darf von ihnen weder ein Visum noch eine sonstige Voraussetzung (z. B. Lebensunterhaltssicherung) verlangt werden (§ 2 Abs. 4 Satz 1 und Abs. 5 Satz 1 FreizügG/EU). Die sie begleitenden Drittstaatsangehörigen, die nicht EWR-Bürger sind, benötigen einen Reisepass (§ 2 Abs. 5 Satz 2 FreizügG/EU). Drittstaatsangehörige Familienmitglieder benötigen in Deutschland zur Einreise unter Umständen ein Visum (§ 2 Abs. 4 Satz 2 und 3 FreizügG/EU), wenn sie keine Aufenthaltskarte vorlegen können. Ein solches Einreisevisum ist gegebenenfalls im beschleunigten Verfahren zu erteilen (Art. 5 Abs. 2 Unionsbürgerrichtlinie). Deutschland erhebt für ein solches Visum keine Gebühren (§ 2 Abs. 6 FreizügG/EU). Sonstige Bedingungen oder Formalitäten müssen Drittstaatsangehörige dann nicht erfüllen.

### Aufenthalte von mehr als drei Monaten
EWR-Bürger dürfen sich länger als drei Monate in der Bundesrepublik Deutschland – und dann grundsätzlich unbefristet – aufhalten, wenn sie die Voraussetzungen der europarechtlichen Freizügigkeit erfüllen (z. B. Arbeitnehmereigenschaft, selbstständig Tätige oder Personen, die anderweitig Lebensunterhaltssicherung nachweisen können und über ausreichenden Krankenversicherungsschutz verfügen, § 2 Abs. 2 und 3 FreizügG/EU). Sie erhielten in Deutschland zum Nachweis ihres Aufenthaltsstatus bis 28. Januar 2013 eine Freizügigkeitsbescheinigung. Seitdem erhalten sie kein Aufenthaltsdokument mehr; ein Nachweis ihrer Staatsangehörigkeit (Personalausweis, Nationalpass) genügt. Der Verlust des europarechtlichen Freizügigkeitsrechts kann durch die Ausländerbehörde festgestellt werden. Danach unterfällt der EWR-Bürger, wenn er Deutschland nicht verlässt, wieder dem allgemeinen Aufenthaltsrecht und benötigt einen Aufenthaltstitel (§ 11 Abs. 2 FreizügG/EU). Auch sonst schließt das europarechtliche Freizügigkeitsrecht die Erteilung eines Aufenthaltstitels für Drittstaatsangehörige an einen EWR-Bürger nicht aus.

Bescheinigung des Daueraufenthalts für EWR-Bürger

Daueraufenthaltskarte für Familienangehörige von EWR-Bürgern

Freizügigkeitsberechtigte EWR-Bürger erhalten nach fünf Jahren ein Daueraufenthaltsrecht, das über die Bescheinigung des Daueraufenthaltsrechts nachgewiesen wird. Mit diesem Aufenthaltsstatus kann ihnen das Aufenthaltsrecht nur noch ausnahmsweise entzogen werden.
Nicht-EWR-Bürger, die einen EWR-Bürger als Familienangehörige begleiten, genießen ein von dem EWR-Bürger abhängiges Aufenthaltsrecht in der Bundesrepublik. Ihr Aufenthaltsrecht kann in bestimmten Fällen oder nach einer bestimmten Zeit von dem EWR-Bürger unabhängig werden. Sie erhalten eine Aufenthaltskarte oder eine Daueraufenthaltskarte.
Soweit für diesen Personenkreis noch Aufenthaltsdokumente ausgestellt werden, haben diese lediglich deklaratorischen Charakter. Nach Art. 25 Unionsbürgerrichtlinie darf nämlich die Ausübung des Aufenthaltsrechts unter keinen Umständen vom Besitz einer Anmeldebescheinigung, eines Dokuments zur Bescheinigung des Daueraufenthalts, einer Bescheinigung über die Beantragung einer Aufenthaltskarte für Familienangehörige, einer Aufenthaltskarte oder einer Daueraufenthaltskarte abhängig gemacht werden, wenn das Recht durch ein anderes Beweismittel nachgewiesen werden kann. Damit haben die europarechtlichen Aufenthaltsdokumente nur noch Ausweisfunktion. Weder garantiert der Besitz des Aufenthaltsdokuments das materielle Bestehen eines Aufenthaltsrechts (es kann ja seit der Ausstellung des Dokuments entfallen sein), noch deutet das Fehlen eines Aufenthaltsdokuments auf einen illegalen Aufenthalt hin. Macht nämlich die drittstaatsangehörige Ehefrau glaubhaft, mit einem EWR-Bürger verheiratet zu sein und mit ihm zusammen zu leben, ist ihr ein Aufenthaltsrecht zuzuerkennen – auch ohne Inhaberin einer Aufenthaltskarte zu sein. Dass sie sich keine Aufenthaltskarte hat ausstellen lassen, kann dann in ähnlicher Weise geahndet werden, wie wenn sich ein Inländer keinen gültigen Personalausweis beschafft hat; ihr Aufenthalt ist aber nicht illegal, und natürlich muss sie nicht ausreisen. Damit reduziert sich das Aufenthaltsrecht der EWR-Bürger und ihrer Familienangehörigen in der Regel auf die Beachtung von Formalien; zugleich verwischen die Grenzen zwischen Legalität und Illegalität des Aufenthalts.
Die Regelungen für EU-Bürger ergeben sich aus den Grundfreiheiten des Vertrags über die Arbeitsweise der Europäischen Union (AEUV) und sekundärrechtlich vor allem aus der Unionsbürgerrichtlinie. Der Aufenthaltsstatus für die Bürger der übrigen EWR-Mitgliedstaaten ergibt sich aus dem mit diesen Staaten geschlossenen Abkommen.

## Schweizer

Muster einer Aufenthaltserlaubnis für Schweizer Staatsbürger (Vorder- und Rückseite)

Schweizer Bürger genießen eine Sonderstellung. Über das Freizügigkeitsabkommen mit der Europäischen Union haben sie eine freizügigkeitsähnliche Stellung.
Für kurzzeitige Aufenthalte benötigen sie lediglich einen Personalausweis oder Reisepass (§ 28 Satz 1 AufenthV), jedoch weder ein Visum, noch eine Aufenthaltserlaubnis. Drittstaatsangehörige Familienangehörige von Schweizern sind, wenn sie einen Aufenthaltstitel der Schweiz haben, für Reisen von bis zu 90 Tagen in einem Zeitraum von 180 Tagen vom Erfordernis eines Visums oder Aufenthaltstitels befreit (Art. 21 Schengener Durchführungsübereinkommen). Im Übrigen kann ihre Einreisemöglichkeit von einem Einreisevisum abhängig sein.
Wollen Schweizer und ihre drittstaatsangehörigen Familienangehörigen eine Beschäftigung in Deutschland aufnehmen, bedürfen sie – anders als EWR-Bürger – einer deklaratorischen Aufenthaltserlaubnis (in Deutschland einer Aufenthaltserlaubnis-CH). Diese hat jedoch lediglich Ausweischarakter; ein Schweizer ohne Aufenthaltserlaubnis-CH hält sich daher nicht illegal in Deutschland auf.
Das fortbestehende Erfordernis einer Aufenthaltserlaubnis trotz Freizügigkeit hat historische Gründe, weil das Abkommen mit der Schweiz (von 1999) älter ist als die Unionsbürgerrichtlinie (von 2004), die den Wegfall von Aufenthaltserlaubnissen für EWR-Bürger erstmals vorsah.

## Türken
Türkische Staatsangehörige benötigen – von wenigen Ausnahmen abgesehen – für alle Einreisen und alle Aufenthalte, auch für kurzzeitige, ein vor der Einreise einzuholendes Visum.
Leben sie einige Zeit mit einer Aufenthaltserlaubnis in Deutschland, können türkische Staatsangehörige eine freizügigkeitsähnliche Stellung erwerben, die auf dem Assoziierungsabkommen EWG – Türkei vom 12. September 1963 und hierauf fußend auf dem Beschluss 1/80 des Assoziationsrates EWG-Türkei vom 19. September 1980 beruht. Die Freizügigkeit ist allerdings auf den Aufenthaltsstaat beschränkt; innerhalb des EWR-Raums besteht keine Freizügigkeit.
Der Beschluss Nr. 1/80 – ARB 1/80 – gibt keinen Anspruch auf erstmaligen Zuzug aus der Türkei in einen EWR-Staat. Er betrifft nur bereits aus anderen Gründen sich legal in dem EWR-Staat aufhaltende türkische Staatsangehörige und dient der Verfestigung ihres schon bestehenden Aufenthaltsrechts. Nach dem ARB 1/80 muss ein türkischer Arbeitnehmer entweder längere Zeit in dem Aufenthaltsstaat einer legalen Erwerbstätigkeit nachgegangen sein oder es muss seinen Familienangehörigen der Nachzug zu ihm erlaubt worden sein. Nach Erreichen jeweils einer von insgesamt drei Stufen erhält der türkische Arbeitnehmer einen immer weitergehenden Zugang zum Arbeitsmarkt und hierzu ein Aufenthaltsrecht, bis nach Erfüllung der dritten Stufe unbeschränkter Zugang zum Arbeitsmarkt und ein Daueraufenthaltsrecht entstanden sind (Art. 6 ARB 1/80). Seine Familienangehörigen erreichen ähnliche Daueraufenthaltsrechte nach drei- oder fünfjährigem familiären Zusammenleben (Art. 7 ARB 1/80). Ist dieser Aufenthaltsstatus einmal erworben, erlischt er nur noch nach endgültigem Verlassen Deutschlands oder bei schweren Verstößen gegen die öffentliche Sicherheit und Ordnung (Art. 14 ARB 1/80), die ähnlich gravierend sein müssen, um einem EWR-Bürger das Aufenthaltsrecht abzuerkennen.
Das Daueraufenthaltsrecht nach Art. 6 ARB 1/80 ist zusätzlich auf die Phase der aktiven Erwerbstätigkeit beschränkt; hat der türkische Arbeitnehmer den Arbeitsmarkt endgültig verlassen (z. B. wegen Erwerbsunfähigkeit oder wegen Eintritts in den Ruhestand), kann er sich auf das Recht nach Art. 6 ARB 1/80 nicht mehr berufen. Er muss dann die Voraussetzungen für ein nationales Aufenthaltsrecht erworben haben (in Deutschland: Niederlassungserlaubnis, Erlaubnis zum Daueraufenthalt-EU, Aufenthaltserlaubnis), um bleiben zu können.
Das nationale Ausländerrecht wird durch die besonderen Vorschriften über diesen Aufenthaltsstatus weitgehend verdrängt. Personen mit diesem Aufenthaltsstatus erhalten in Deutschland zum Nachweis ihres partiellen Freizügigkeitsrechts eine deklaratorische Aufenthaltserlaubnis (§ 4 Abs. 5 AufenthG). Holen sie die deklaratorische Aufenthaltserlaubnis nicht ein, begehen sie lediglich eine Ordnungswidrigkeit (§ 98 Abs. 2 Nr. 1 AufenthG), aber keine Straftat wegen illegalen Aufenthalts (§ 95 Abs. 1 Nr. 2 AufenthG). Wegen der näheren Einzelheiten → Hauptartikel Beschluss 1/80 des Assoziationsrates EWG-Türkei.
Alle anderen türkischen Staatsangehörigen unterliegen hinsichtlich des Aufenthaltsstatus den allgemeinen Regeln des Ausländerrechts für Nicht-EWR-Bürger, insbesondere des AufenthG. Sie benötigen einen normalen Aufenthaltstitel, der erst ihr Aufenthaltsrecht konstitutiv begründet.

## Nicht-EWR-Bürger
Bei allen anderen nichtdeutschen Staatsangehörigen (hierunter fallen auch Staatenlose, vgl. § 2 Abs. 1 AufenthG) wird unterschieden nach solchen Personen, die sich aufenthaltsgenehmigungsfrei in Deutschland aufhalten dürfen, und solchen, die einen Aufenthaltstitel benötigen.

### Genehmigungsfreier Aufenthalt
Ein genehmigungsfreier Daueraufenthalt kommt (anders als noch bis April 1997, als Kinder unter 16 Jahren aus Jugoslawien, Marokko, der Türkei und Tunesien sich aufenthaltserlaubnisfrei bei ihren Eltern in Deutschland aufhalten durften, § 2 Abs. 2 DVAuslG 1990) heute nicht mehr pauschal für größere Personengruppen, sondern nur noch in zahlenmäßig unbedeutenden Einzelfällen in Betracht.
Befreiungstatbestände bestehen bei Inhabern von ausländischen Dienstpässen (§ 19 AufenthV), bei Bediensteten der Europäischen Union, des Europarates und zwischenstaatlicher Organisationen (§ 20 AufenthV), bei Grenzgängern (§ 21 AufenthV), bei Schülern, die auf einer Schülersammelliste eingetragen sind (§ 22 AufenthV), bei Flugpersonal (§ 23 AufenthV), bei Seeleuten (§ 24 AufenthV), bei Binnenschiffern (§ 25 AufenthV), bei Personen, die den Transitbereich eines Flughafens nicht verlassen, sofern sie nicht ausnahmsweise auch hierfür einer Aufenthaltserlaubnis bedürfen (§ 26 AufenthV) und bei in Deutschland akkreditierten Diplomaten (§ 27 AufenthV).
Bei Kurzaufenthalten von bis zu 90 Tagen je Zeitraum von 180 Tagen gibt es für die sog. Positivstaater Befreiungen vom Visumzwang. Die Positivstaater benötigen dann zur Einreise kein Visum und auch keinen sonstigen Aufenthaltstitel, sondern nur ihren Nationalpass (anders bei Aufenthalten, die länger als 90 Tage dauern, oder wenn bereits innerhalb der 90 Tage eine Erwerbstätigkeit aufgenommen werden soll).
Darüber hinaus gibt es Fälle, in denen auch Drittstaater gem. § 1 Abs. 3 AufenthG nicht dem Aufenthaltsgesetz und der nachgeordneten Aufenthaltsverordnung (AufenthV) unterliegen. Dies betrifft insbesondere Fälle des militärischen Personals der NATO-Streitkräfte und des zivilen Gefolges gemäß dem NATO-Truppenstatut.

### Genehmigungsbedürftiger Aufenthalt

Muster eines einheitlichen Visums für den Schengenraum, deutsche Fassung, ausgegeben seit 2019

Staatsangehörige aus den übrigen Herkunftsstaaten (sog. Negativstaater) benötigen dagegen für jegliche Einreise (also selbst für Kurzaufenthalte) ein Visum. Wegen der näheren Einzelheiten → Verordnung (EU) 2018/1806 (EU-Visum-Verordnung).
Bei aufenthaltserlaubnispflichtigen Negativstaatern wird zur Einreise nach Deutschland nicht notwendigerweise ein deutsches Visum oder ein deutscher Aufenthaltstitel benötigt. Innerhalb des Schengen-Raums berechtigt auch jedes von einem anderen Mitgliedstaat ausgestellte Visum oder ein Aufenthaltstitel eines Mitgliedstaates des Schengenraums zum Aufenthalt von bis zu 90 Tagen je Zeitraum von 180 Tagen (Art. 19 bis 21 Schengener Durchführungsübereinkommen – SDÜ).
Für Daueraufenthalte wird stets (auch bei Positivstaatern) ein Aufenthaltstitel und für die Einreise ein besonderes Visum, das den Daueraufenthalt gestattet, benötigt. Nach erfolgter Einreise erhält der Ausländer im Allgemeinen eine Aufenthaltserlaubnis, später (als Daueraufenthaltsrecht) eine Niederlassungserlaubnis oder eine Erlaubnis zum Daueraufenthalt-EU. Letztere ermöglicht eine erleichterte Übersiedlung in einen anderen EWR-Staat. Hochqualifizierte – Orientierungspunkt ist nicht die Art der Tätigkeit, sondern ein bestimmtes Mindesteinkommen – können eine Blaue Karte EU erhalten.

### Aufenthaltsstatus während der Antragsbearbeitung

Fiktionsbescheinigung Klebeetikett für Trägervordruck

Fiktionsbescheinigung (Trägervordruck) (Vorder- und Rückseite)

In der Prüfungsphase (nach Einreise und Stellung eines Antrags auf einen Aufenthaltstitel oder nach Stellung eines Antrags auf Verlängerung des Aufenthaltstitels) entsteht häufig ein vorläufiges Aufenthaltsrecht, das durch eine Fiktionsbescheinigung nachgewiesen wird.

### Alte Aufenthaltsrechte
Nach dem bis zum 31. Dezember 2004 geltenden Ausländergesetz gab es noch andere Aufenthaltstitel, nämlich die Aufenthaltsbewilligung, Aufenthaltsbefugnis und Aufenthaltsberechtigung. Diese unter dem Oberbegriff der Aufenthaltsgenehmigung zusammengefassten Formen des Aufenthaltsrechts sind am 1. Januar 2005 kraft Gesetzes in die heutigen Aufenthaltstitel übergeleitet worden (§ 101 AufenthG), auch wenn dies im Nationalpass des Betroffenen noch nicht nachvollzogen sein sollte. Bis zum 30. August 2021 müssen alle aufenthaltserlaubnispflichtigen Ausländer einen elektronischen Aufenthaltstitel besitzen; spätestens dann erhalten sie ein Dokument über ihren tatsächlichen aktuellen Aufenthaltsstatus.

## Asylbewerber, Flüchtlinge

Klebeetikett für Trägervordruck

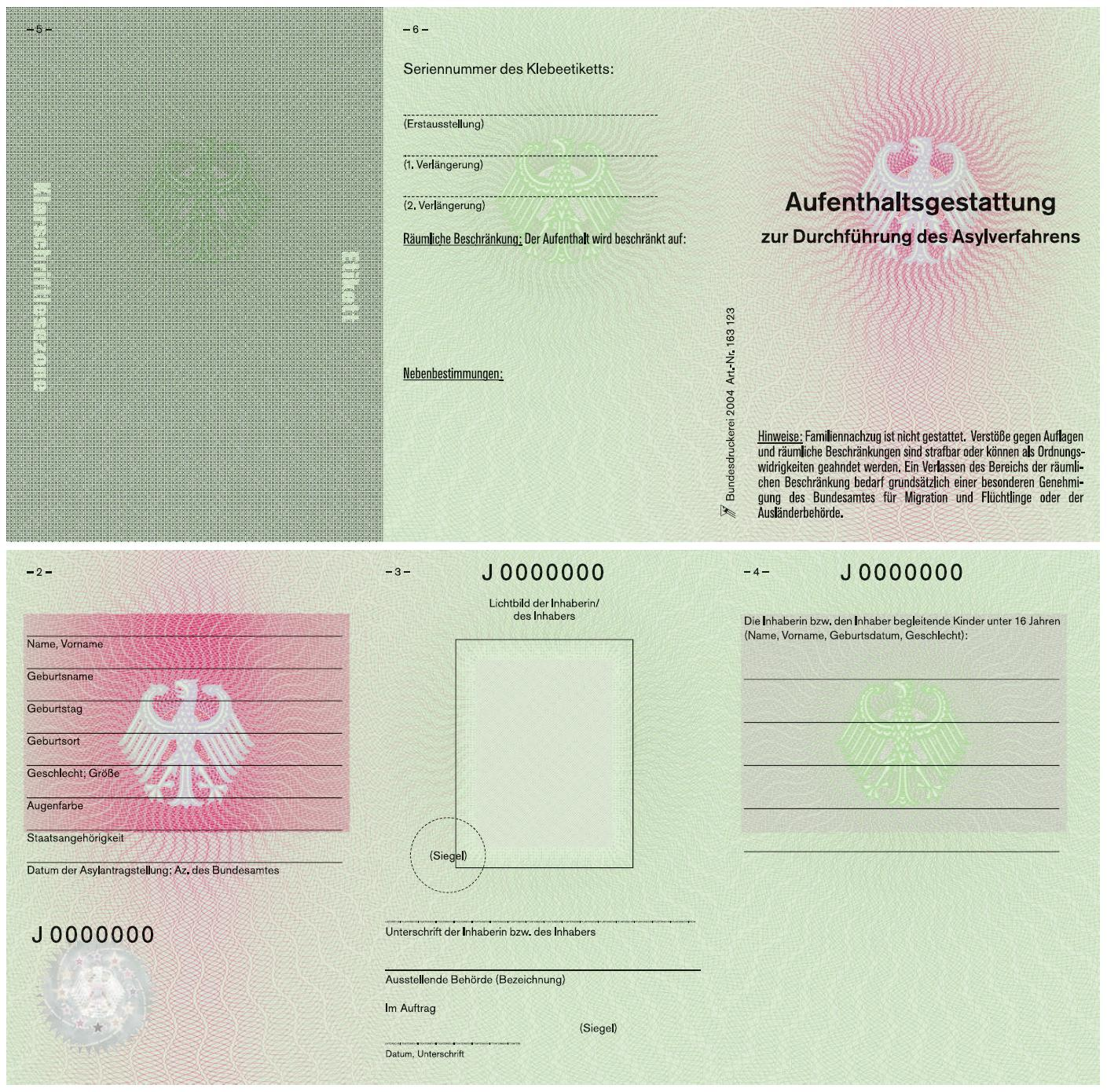
Aufenthaltsgestattung (Trägervordruck) (Vorder- und Rückseite)

Asylbewerber haben einen besonderen Aufenthaltsstatus. In der Phase der Prüfung ihres Erstantrags erhalten sie eine Aufenthaltsgestattung. Diese dient nur der Bescheinigung über die Durchführung des Asylverfahrens und stellt keinen Aufenthaltstitel dar. Zeiten der Aufenthaltsgestattung zählen als Voraufenthaltszeiten (z. B. für die Gewährung eines Daueraufenthaltsrechts oder als Voraufenthaltszeiten bei der Einbürgerung) nur, wenn das Asylverfahren mit einer Anerkennung endete (§ 55 Abs. 3 AsylG). Ansonsten besteht nach Abschluss des Asylverfahrens kein Anspruch auf eine Aufenthaltserlaubnis.
Endet das Verfahren mit der Asylanerkennung, der Zuerkennung der Flüchtlingseigenschaft oder wenigstens mit der Gewährung subsidiären Schutzes, erzeugt der Anerkennungsbescheid des Bundesamtes für Migration und Flüchtlinge (BAMF) zwar schon ein gesetzliches Aufenthaltsrecht (§ 25 Abs. 1 Satz 3 und § 25 Abs. 2 Satz 2 AufenthG), ist aber selbst noch kein Aufenthaltstitel. Aufgrund des Anerkennungsbescheids hat der Betroffene gegen die lokale Ausländerbehörde einen Anspruch auf Erteilung einer Aufenthaltserlaubnis (§ 25 Abs. 1 und 2 AufenthG), die den jeweiligen Aufenthaltsstatus bescheinigt. Asylberechtigte und anerkannte Flüchtlinge erhalten zugleich einen blauen GFK-Flüchtlingspass. Subsidiär Schutzberechtigte müssen sich dagegen um einen Nationalpass ihres Heimatstaates bemühen; sie erhalten keinen GFK-Flüchtlingspass.
Endet das Asylverfahren allein mit der Feststellung eines nationalen Abschiebungsverbots (§ 60 Abs. 5 oder 7 AufenthG), wird im Regelfall durch die örtliche Ausländerbehörde eine Aufenthaltserlaubnis erteilt (§ 25 Abs. 3 AufenthG). Kommt die Ausstellung einer Aufenthaltserlaubnis ausnahmsweise noch nicht in Betracht, wird die Erteilung einer Duldung zu prüfen sein (§ 60 a AufenthG). Auch dieser Personenkreis muss sich um einen Pass seines Heimatstaates bemühen.

## Ohne Aufenthaltstitel (Geduldete)

Ältere Grenzübertrittsbescheinigung

Klebeetikett für Trägervordruck

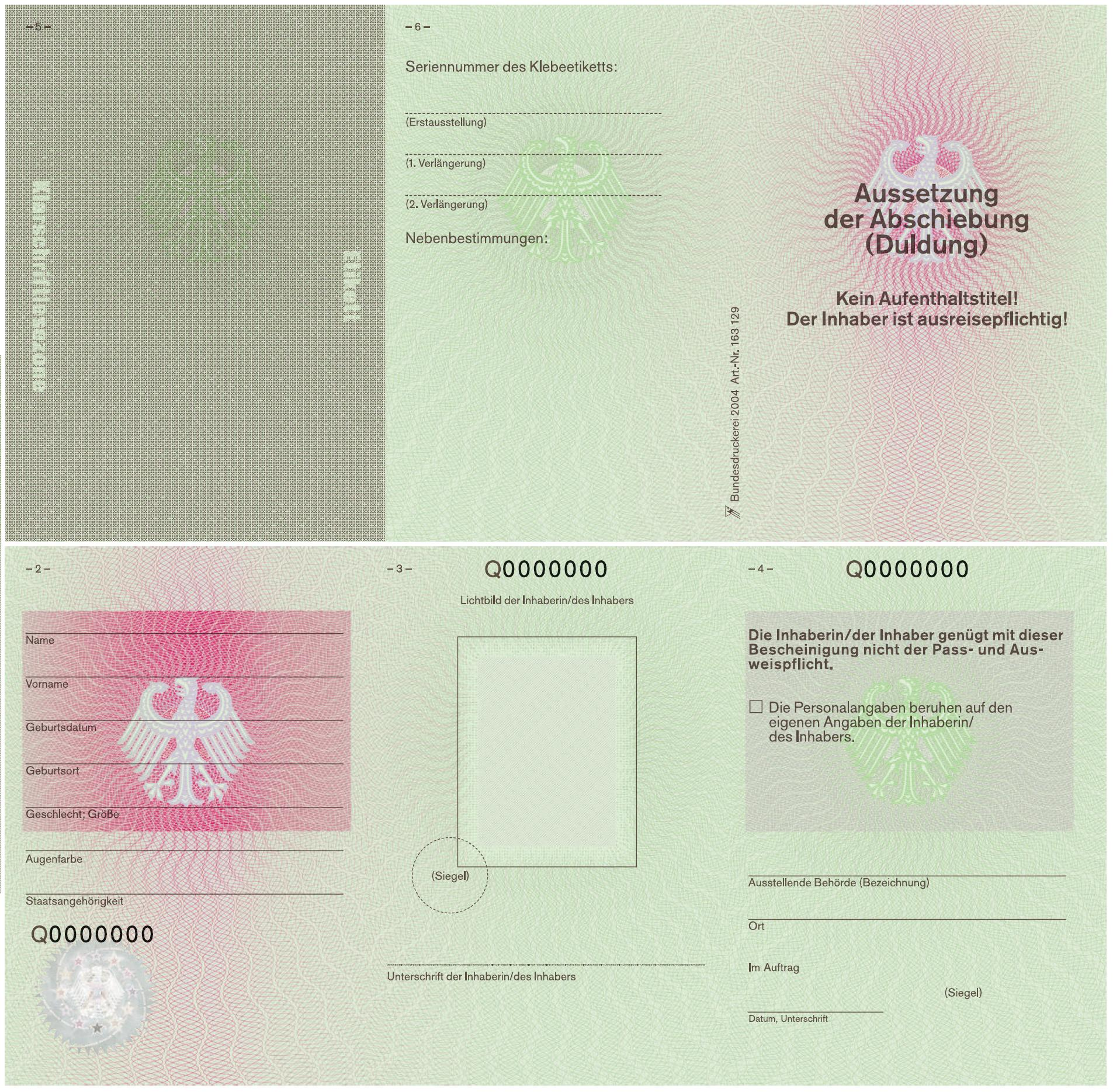
Duldung (Trägervordruck) (Vorder- und Rückseite)

Die schwächste Form des Aufenthaltsstatus in Deutschland sind Duldungen. Eine ausgestellte Duldung begründet kein Aufenthaltsrecht, sondern stellt nur den behördlichen Nachweis der vorübergehenden Aussetzung der Abschiebung dar. Der Betroffene bleibt ausreisepflichtig (§ 60a Abs. 3 AufenthG); die Ausreisepflicht wird aber nicht durch Abschiebung vollzogen. Trotz fehlender Rechtmäßigkeit des Aufenthalts ist der Aufenthalt damit nicht strafbar.
Wie lange von der Abschiebung abgesehen wird, hängt von den Umständen des Einzelfalls ab. Im Allgemeinen muss die Abschiebung aus tatsächlichen oder rechtlichen Gründen unmöglich sein (§ 60a Abs. 2 AufenthG). Tatsächliche Gründe können im Fehlen von Flugverbindungen zum Heimatland oder im Fehlen eines Nationalpasses liegen. Rechtliche Gründe sind vielfältig; diese können z. B. in der Ausstrahlungswirkung von Grundrechten liegen (häufiger Grund: Schutz von Ehe und Familie, Art. 6 GG und Art. 8 Europäische Menschenrechtskonvention – EMRK). Besteht dieser Aufenthaltsstatus unverschuldet über eine längere Zeit, kommt der Übergang zu einer Aufenthaltserlaubnis aus humanitären Gründen in Betracht (§ 25 Abs. 5 AufenthG).
Ebenso faktisch geduldet sind Personen mit einer Grenzübertrittsbescheinigung. Sie sind ausreisepflichtig und können freiwillig ausreisen. In der Regel wird eine Grenzübertrittsbescheinigung nur für sehr kurze Zeiträume ausgestellt und zwar in Fällen, in denen eine freiwillige Ausreise beabsichtigt ist und unmittelbar bevorsteht. Rechtlich gesehen liegt aber auch in diesen Fällen bis zum Ablauf der oft auf der Grenzübertrittsbescheinigung vermerkten Ausreisefrist eine Duldung vor, da es den Ausländerbehörden rechtlich verwehrt ist, den Aufenthalt eines ausreisepflichtigen Ausländers ohne Duldung zu tolerieren.

## Ohne legalen Aufenthaltsstatus
Alle Personen, die keinen der vorstehend genannten Aufenthaltsstatus haben, erfüllen damit den objektiven Straftatbestand des § 95 Abs. 1 Nr. 2 AufenthG. Eine Strafbarkeit ist damit gegeben, wenn der statuslose (umgangssprachlich auch illegale) Aufenthalt mit Wissen und Wollen des Ausländers stattfindet, was insbesondere bei einem sog. Untertauchen der Fall ist. Speziell im Falle des Menschenhandels kann es jedoch auch zu statuslosen Aufenthalten kommen, in denen eine Strafbarkeit der Tatopfer nicht immer vorliegt.

## Mehrere Aufenthaltsstatus gleichzeitig?
Die Vielfalt der heute möglichen Aufenthaltstitel, die nicht mehr vom schwächeren zum stärkeren Aufenthaltsrecht aufeinander aufbauen, sondern im Verhältnis zueinander teilweise mehr, teilweise weniger Rechte – beispielsweise im Bereich der Erwerbstätigkeit und des Familiennachzugs – gewähren, aber auch bei den Erlöschenstatbeständen sehr unterschiedlich ausgestaltet sind, hat die Frage aufgeworfen, ob eine Person auch im Besitz mehrerer Aufenthaltstitel sein kann. So kann ein türkischer Staatsangehöriger ein Interesse daran haben, ein erworbenes Daueraufenthaltsrecht nach dem ARB 1/80 nicht zu verlieren. Mit einer solchen Erlaubnis ist ihm aber grundsätzlich kein Wechsel in eine selbstständige Erwerbstätigkeit möglich, sodass er auf eine normale Aufenthaltserlaubnis oder eine Niederlassungserlaubnis „umsteigen“ müsste. Beide erlöschen aber unter Umständen einfacher als sein erworbenes assoziationsrechtliches Daueraufenthaltsrecht.
Zudem knüpft das Aufenthaltsgesetz viel stärker als sein Vorläufer, das Ausländergesetz, an die Inhaberschaft eines bestimmten Aufenthaltstitels an, um höherwertige Aufenthaltstitel, die Einbürgerung oder bestimmte Sozialleistungen beanspruchen zu können. Aus diesem Grunde wird seit 1. Januar 2005 die genaue Rechtsgrundlage, auf der die Erteilung des Aufenthaltstitels beruht, in den Aufenthaltstitel eingetragen. Ein etwaiges Versehen des Sachbearbeiters der Ausländerbehörde kann für den Betroffenen mit Rechtsnachteilen verbunden sein, die er erst später bemerkt. Hier kann sich die Frage stellen, ob eine Ausländerbehörde verpflichtet sein kann, dem Betroffenen einen bestimmten Aufenthaltstitel rückwirkend zu erteilen oder ihn rückwirkend so zu stellen, als habe er den begehrten Aufenthaltstitel schon früher besessen.
Während beide Fragen in der Vergangenheit in der Regel verneint wurden, weil zwar die Aufenthaltsdauer von Bedeutung war, nicht aber die Rechtsgrundlage, auf der der Aufenthalt beruhte, werden diese Fragen heute zunehmend bejaht. Im März 2013 hat das Bundesverwaltungsgericht die Auffassung der Untergerichte bestätigt. Es hat entschieden, dass ein türkischer Staatsangehöriger zusätzlich zur Erlaubnis zum Daueraufenthalt-EG noch eine Niederlassungserlaubnis beanspruchen kann. Denn er kann durch eine Niederlassungserlaubnis seinen aufenthaltsrechtlichen Status verbessern. Eine Sperre mit der Folge, dass ein Ausländer, der die gesetzlichen Erteilungsvoraussetzungen beider Aufenthaltstitel erfüllt, sich für einen der beiden entscheiden müsste, sei weder dem Wortlaut noch der Systematik des Aufenthaltsgesetzes zu entnehmen.
Ähnliches dürfte auch für die Frage einer beantragten rückwirkenden Ausstellung eines Aufenthaltstitels gelten. Schon früher hat das Bundesverwaltungsgericht entschieden, dass jemand, der nachweisen kann, dass er für den rückwirkenden Besitz eines Aufenthaltstitels ein Rechtsschutzbedürfnis hat, weil es für die weitere aufenthaltsrechtliche Stellung erheblich sein kann, von welchem Zeitpunkt an der Ausländer den begehrten Aufenthaltstitel besitzt, die rückwirkende Ausstellung einer Aufenthaltserlaubnis beantragen kann.
Solche Anträge sind in der Praxis allerdings noch immer recht selten.